# Flagge von Bosnien und Herzegowina
Die Flagge von Bosnien und Herzegowina wurde am 4. Februar 1998 eingeführt. Sie wurde von Carlos Westendorp bestimmt, der von 1997 bis 1999 Hoher Repräsentant für Bosnien und Herzegowina war. Die Abgeordneten des bosnisch-herzegowinischen Parlaments hatten sich zuvor nicht auf eine gemeinsame Flagge einigen können. Die so verordnete Flagge war als Zwischenlösung gedacht und sollte nur solange als Nationalflagge dienen, bis sich das Parlament auf eine andere einigt. Designer der Flagge ist Mladen Kolobarić (1933–2009), der Leiter der sogenannten Westendorp-Kommission zur Neugestaltung der Flagge war. Die Staatsflagge konkurriert mit den subnationalen Flaggen der Entitäten und Kantone und den nationalen Flaggen Ethnien und wird im täglichen Gebrauch häufig von diesen verdrängt.

## Beschreibung und Bedeutung
Die Flagge zeigt ein goldenes Dreieck vor einem blauen Hintergrund. Am unteren Rand des Dreiecks zieht sich eine als unendlich gedachte Kette weißer, fünfzackiger Sterne entlang.
Das Dreieck symbolisiert die geographischen Umrisse von Bosnien und Herzegowina und steht zugleich für die drei Volksgruppen im Land. Das Gold steht dabei für Frieden und die Sonne. Das Blau und die Sterne symbolisieren die Europäische Union. Daneben gibt es einige inoffizielle Interpretationen der Flagge.

## Farben
| System                      | Blau     | Gelb      | Weiß        |
| --------------------------- | -------- | --------- | ----------- |
| RGB                         | 0-35-149 | 254-203-0 | 255-255-255 |
| Hexadezimale Farbdefinition | #002395  | #FECB00   | #FFFFFF     |

## Geschichte

### Mittelalterliches Königreich
Das Haus Kotromanić (Kotromanići/Котроманићи) war von 1377 und 1463 das Herrschergeschlecht des Königreichs Bosnien. Das dem Herrschergeschlecht zugeschriebene Banner zeigt sechs goldene Lilien und einen diagonalen Streifen mit sechs Kreuzen. Das dem vermeintlichen Banner zugrunde liegende Wappen der Kotromanić, war in stilisierter Form Bestandteil der Nationalflagge, welche die Republik Bosnien und Herzegowina von 1992 bis 1998 führte.

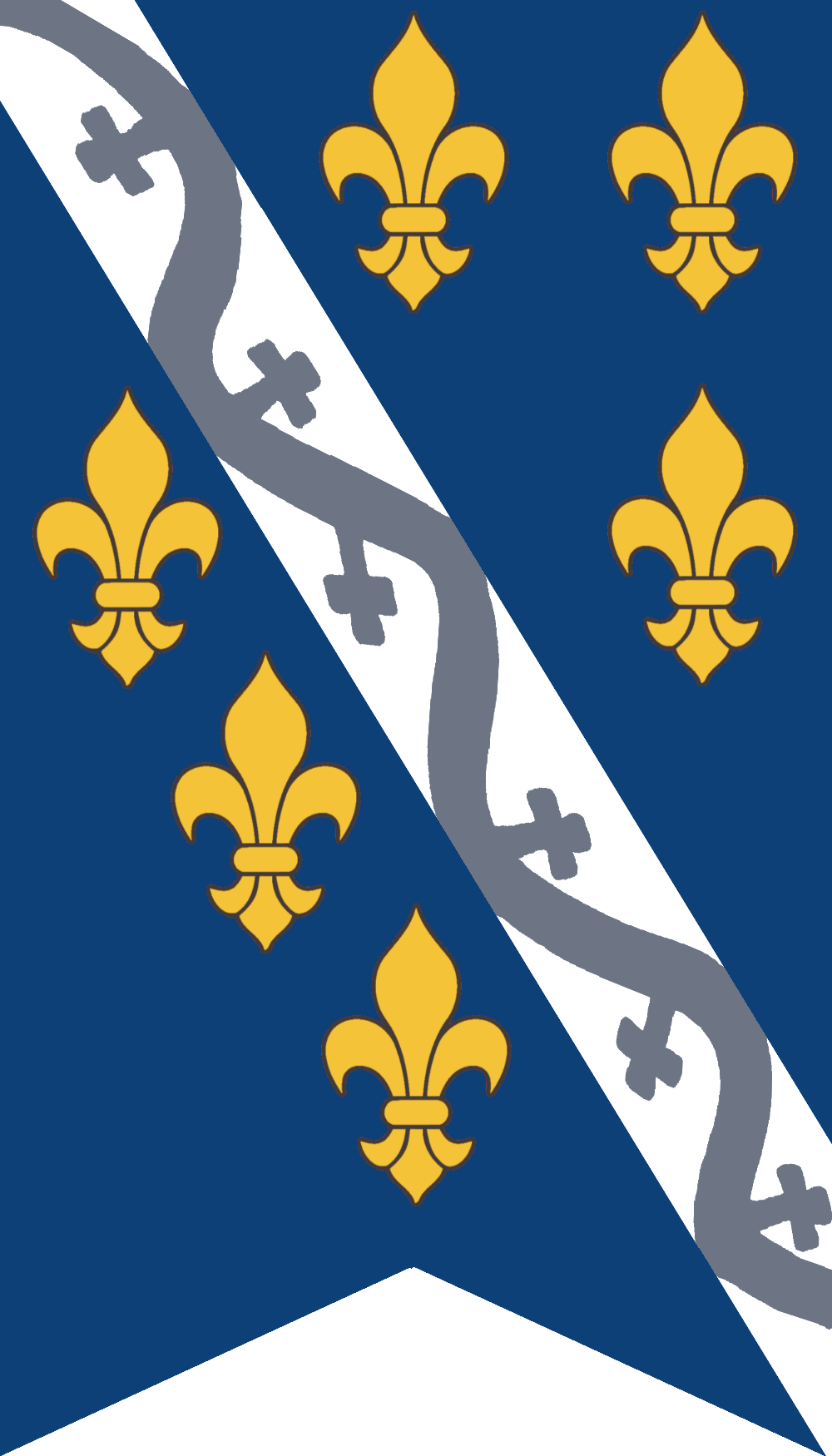
Vermeintliches Banner der Kotromanić (1377–1463)
Vermeintliches Wappen der Kotromanić als Könige von Bosnien

### Unter der Herrschaft des Osmanischen Reiches
In Bosnien und der Herzegowina unter der Herrschaft des Osmanischen Reiches verwendeten Fahnen zeigen den Hilal (Mondsichel) mit dem Stern als Symbole des Islam.
So wurde 1760 im Westen des Sandschak Herzegowina von osmanischen Landbesitzern hauptsächlich im Krieg eine grüne Flagge mit Schwalbenschwanz verwendet, die einen weißen, schmalen Halbmond mit einem weißen, achtstrahligen Stern zeigt. Sie befindet sich im Archiv von Mostar.
Im Eyâlet Bosnien wurde nach Abzug der osmanischen Truppen im Jahr 1878 für wenige Monate eine grüne Fahne mit goldenem Halbmond und Stern verwendet, wie sie bereits während der Revolution 1831/1832 unter Hussein Kapetan Gradaščević verwendet wurde.

Fahne osmanischer Landbesitzer im Sandschak Herzegowina, 1760
Fahne während der Revolution 1831/1832
Fahne in Bosnien 1878

### Unter der Herrschaft Österreich-Ungarns
Nach dem Russisch-Osmanischen Krieg und im Rahmen des Berliner Kongresses kamen das osmanische Vilâyet Bosnien und das Vilâyet Herzegowina im Jahr 1878 unter die Verwaltung von Österreich-Ungarn. Beide Territorien verblieben formell beim Osmanischen Reich und wurden weder der Reichshälfte Österreich noch der Reichshälfte Ungarn zugeteilt. Bosnien und Herzegowina erhielt eine horizontale Bikolore in Rot und Gold mit einem Wappen im Zentrum, das dem Wappen des Hrvoje Vukčić Hrvatinić aus dem 14. Jahrhundert entlehnt worden war.
Zum Auslaufen des Verwaltungsvertrags mit dem Osmanischen Reich nach 30 Jahren, also 1908, annektierte Österreich-Ungarn beide Territorien (Bosnische Annexionskrise) und verwaltete sie als Kondominium Bosnien und Herzegowina durch beide Reichshälften und damit de jure (wie zuvor bereits de facto) reichsunmittelbar. Als Landesfarben wurden Rot und Gold als Bikolore verwendet.

Nach der Okkupation durch Österreich-Ungarn, 1878 bis 1908
Nach der Annexion durch Österreich-Ungarn, 1908 bis 1918

### Als Teil des sozialistischen Jugoslawien
Am 31. Dezember 1946 erhielt Bosnien und Herzegowina als Teilrepublik des sozialistischen Jugoslawiens eine rote Flagge mit der Flagge Jugoslawiens als Gösch. Rot symbolisiert den Kommunismus.

1:2  Sozialistische Republik Bosnien und Herzegowina, 1946 bis 1991

#### Nicht angenommene Entwürfe

1:2  Vorschlag aus dem Jahr 1946, erinnert stark an die Flagge Jugoslawiens von 1945 bis 1992[3]
1:2  Vorschlag aus dem Jahr 1947[3]

### Unabhängigkeit und Bosnienkrieg
Als die Teilrepublik Bosnien und Herzegowina im Jahr 1992 die Unabhängigkeit von Jugoslawien erklärte, führte die Regierung der neu gegründeten Republik Bosnien und Herzegowina eine weiße Flagge mit dem stilisierten Wappen des Hauses Kotromanić im Zentrum ein, die sogenannte ljiljani (Lilienflagge). Bei der Wahl einer Flagge für diesen multinationalen Staat ohne Mehrheitsbevölkerung, entschied man sich bewusst für diesen Entwurf der keinen Bezug auf eine bestimmte Ethnie oder einen bestimmten Glauben nahm. Stattdessen bezog sich diese Flagge so auf das Königreich Bosnien, und damit auf die Unabhängigkeit und Blütezeit Bosniens im Mittelalter.
Während des im Jahr des Unabhängigkeit ausgebrochenen Bosnienkrieges kämpften die Ethnien jedoch unter ihren jeweiligen Nationalflaggen, teils in leicht geänderter Form. Die Lilienflagge wurde nur von den Bosniaken verwendet, weshalb die ursprünglich als multinationale Flagge gedachte Staatsflagge mit einer Kriegspartei assoziiert und dadurch „ethnisiert“ wurde. Die Lilienflagge steht so heute als Symbol für die Bosniaken und wird häufig von den Fans bei sportlichen Veranstaltungen der Nationalmannschaften gezeigt. So verwenden die im Sandžak, also in Serbien und in Montenegro, lebenden Bosniaken, seit 2004 eine Flagge, die starke Anlehnung an die Lilienflagge hat. Während des Bosnienkriegs verwendeten zudem viele, auf bosniakischer Seite kämpfende, muslimische Militäreinheiten eine grün-weiß-grüne Flagge mit Halbmond.

1:2  Republik Bosnien und Herzegowina, 1992 bis 1998
1:2  Flagge muslimischer Militäreinheiten während des Bosnienkrieges[6]
Flagge die von den Bosniaken im Sandžak verwendet wird

### Nachkriegszeit
Nach dem Ende des Bosnienkrieges im Jahr 1995 wurde deutlich, dass neue Staatssymbole für den neu organisierten Staat Bosnien und Herzegowina erforderlich waren. Im Sommer 1997 befassten sich die Abgeordneten des bosnisch-herzegowinischen Parlaments mit der Angelegenheit, konnten sich aber nicht auf einen Flaggenentwurf einigen. Daher erhielt im Dezember 1997 Carlos Westendorp als damals amtierender Hoher Repräsentant bis Ende des Jahres einen Kompromiss im Flaggenstreit auszuarbeiten. Westendorp war befugt, die Einführung einer von ihm ausgewählten Flagge durchzusetzen, wenn im Parlament keine Einigung erzielt werden konnte. Nach mehrmaligen erfolglosen Beratungen des Parlaments setzte Westendorp eine Flaggen-Kommission ein, die aus Vertretern aller drei Ethnien bestand. Diese erarbeitete mehrere Flaggenentwürfe, die in Gestaltung und Farbgebung zukunftsorientiert sein und keinen Bezug zu irgendeiner Gruppe oder Zeit haben sollten. Die Ergebnisse der Westendorp-Kommission umfassten drei hochabstrakte Entwürfe, die dem Parlament zur Entscheidung präsentiert wurden. Der erste entspricht im Wesentlichen der heutigen Flagge, verwendet allerdings ein helleres Blau in Anlehnung an die Farbe der Vereinten Nationen. Die beiden übrigen Varianten weisen eine verschiedene Anzahl von silbernen und goldenen horizontalen Streifen auf hellblauem Grund auf. Keiner der drei Entwürfe erhielt die erforderliche Mehrheit der Stimmen des Parlaments. So bestimmte Westendorp den Entwurf mit der höchsten Stimmenanzahl zur Flagge. Letztlich wurde noch das Blau aus der Flagge der Vereinten Nationen durch das Blau aus der Flagge der Europäischen Union ersetzt.

1:2  Erster Westendorp-Vorschlag
1:2  Zweiter Westendorp-Vorschlag
1:2  Dritter Westendorp-Vorschlag

#### Nicht zur Entscheidung gebrachte Entwürfe
Für die Neugestaltung der Nationalflaggen lagen mehrere nicht angenommene Entwürfe vor, die nicht in die engere Auswahl kamen. Darunter eine Version, die auf der tschechischen Flagge basiert und die die drei Volksgruppen im Land repräsentieren sollte. Weitere Vorschläge orientierten sich an der Flagge der Vereinten Nationen. Auf hellblauem Grund wurde ein goldener Olivenzweig oder der Landesumriss von Bosnien und Herzegowina vorgeschlagen. Weitere Vorschläge zeigen eine diagonale gestreifte Trikolore in den Farben rot-weiß-blau. Im zentralen weißen Streifen war eine Karte des Landes umringt von zehn bzw. zwölf fünfzackigen goldenen Sternen angedacht. 

1:2  Vorschlag nach tschechischem Vorbild
1:2  Variante in Anlehnung an die Flagge der Vereinten Nationen
1:2  Variante mit weißem Landesumriss
1:2  Trikolore mit zehn Sternen
1:2  Trikolore mit zwölf Sternen

## Subnationale Flaggen

Cazin
Čapljina
Mostar
Posušje
Sarajevo
Vitez
Žepče

Entitäten
Die Republika Srpska besitzt eigene Flaggen, welche keine Ähnlichkeit mit der Flagge des Gesamtstaats aufweisen. Die Flagge für den Teilstaat Föderation Bosnien und Herzegowina wurde am 14. Juni 2007 abgeschafft und bisher durch keine neue ersetzt.
Hauptartikel: Flagge der Föderation Bosnien und Herzegowina, Flagge der Republika Srpska

Flagge der Föderation Bosnien und Herzegowina, 1996 bis 2007
Flagge der Republika Srpska

Kantone
Ebenso führen die Kantone der Föderation Bosnien und Herzegowinas und Gemeinden im Land eigene Flaggen.

Kanton Bosnisches Podrinje
Kanton Posavina
Kanton Sarajevo
Kanton Tuzla
Kanton Una-Sana
Kanton Zenica-Doboj
Kanton Zentralbosnien

Städte und Gemeinden
- Cazin
- Čapljina
- Mostar
- Posušje
- Sarajevo
- Vitez
- Žepče

## Flaggen der Ethnien
Da Bosnien und Herzegowina ein Nationalitätenstaat mit drei konstituierenden Völkern ist, sind im Land auch einige Nationalflaggen vertreten. Diese müssen aber nicht unbedingt ein offiziell anerkanntes Symbol sein.

Die Flagge der ehemaligen Republik Bosnien und Herzegowina ist heute das Symbol der Bosniaken
Inoffizielle Flagge der bosnischen Muslime, häufig an Moscheen zu sehen, wird von der Bevölkerung seltener gehisst
Die Flagge der Republika Srpska ist zugleich das Symbol der Serben in Bosnien und Herzegowina
Die Flagge der ehemaligen Kroatischen Republik Herceg-Bosna ist heute das Symbol der Kroaten in Bosnien und Herzegowina